# Nenad Gračan
Nenad Gračan (ur. 23 stycznia 1962 w Rijece) – chorwacki piłkarz występujący na pozycji pomocnika. Trener piłkarski.

## Kariera klubowa
Gračan karierę rozpoczynał w 1979 roku w zespole HNK Rijeka. Przez 6 lat rozegrał tam 106 spotkań i zdobył 24 bramki. W 1985 roku odszedł do Hajduka Split. W 1987 roku zdobył z nim Puchar Jugosławii. Graczem Hajduka był przez 4 lata. W 1989 roku wyjechał do Hiszpanii, by grać w tamtejszym Realu Oviedo. W Primera División zadebiutował 22 października 1989 roku w zremisowanym 1:1 pojedynku z CD Logroñés. W Realu grał przez 4 lata. Następnie, w latach 1995–1996 ponownie występował w HNK Rijeka. W 1996 roku zakończył karierę.

## Kariera reprezentacyjna
W reprezentacji Jugosławii Gračan zadebiutował 31 marca 1984 roku w wygranym 2:1 towarzyskim meczu z Węgrami. W tym samym roku został powołany do kadry na Letnie Igrzyska Olimpijskie, podczas których zdobył z drużyną brązowy medal.
W latach 1984–1986 w drużynie narodowej rozegrał łącznie 10 spotkań i zdobył 2 bramki.